# マーティン・ショート
マーティン・ショート（Martin Short, 1950年3月26日 - ）は、カナダのオンタリオ州・ハミルトン生まれの俳優、コメディアン。

## 来歴
1950年、カナダオンタリオ州ハミルトンで生まれる。父親は製鉄会社で副社長をしており、母親はバイオリニストだった。3人の兄と姉が一人いる。マックマスター大学では社会福祉学を学んでいたが、その頃に知り合った友人の影響でコメディに興味を持ち始める。
在学中に初舞台を踏み、後にカナダのコメディ集団であるセカンド・シティ劇団に参加。その後テレビなどでも活躍し始め、アメリカ合衆国でも知名度が上がり始める。人気コメディ番組 『サタデー・ナイト・ライブ』 のレギュラーに抜擢され、たちまち全米でも人気者となり、『サボテン・ブラザース』でハリウッド映画デビュー。日本でもデニス・クエイド、メグ・ライアン共演のSFコメディ映画『インナースペース』で知名度が上がる。以後も“低身長”（実際の身長は171cm）を生かしたコメディなどで活躍している。
番組のコーナーから誕生したショートが演じる芸能リポーターのキャラクター“ジミニー・グリック”も人気があり、本国では2004年に同キャラクターでの主演映画も製作された。現在も精力的に活動を続けており、トークショーなどにも度々ゲスト出演している。全米で人気のテレビドラマシリーズ『ダメージ』では、これまでのコメディ俳優としてのイメージを一新させ、真面目で影のある役柄に挑戦した。声優としての定評もあり、ティム・バートン監督の『フランケンウィニー』や『マダガスカル3』などのアニメ映画へ声の出演をしている。2013年には、スタジオジブリ製作の宮崎駿監督作品『風立ちぬ』の英語吹き替え版において、黒川役の声の出演を果たした。
映像以外の業績として、舞台における活躍でも知られており、1993年にニール・サイモン原作のミュージカル『グッバイ・ガール』に出演して、トニー賞にノミネート。1999年に初主演したブロードウェイ舞台『リトル・ミー』ではトニー賞を見事受賞した。

### 来日
1996年に行われたゆうばり国際ファンタスティック映画祭のゲストとしてスティーヴ・マーティンと共に来日して北海道の夕張市を訪れた。なお、マーティンと共演した『花嫁のパパ2』のプロモーションも兼ねた形の来日だった。ステージ上ではマーティンと共に以前共演した『サボテン・ブラザース』の劇中歌も披露した。

### 私生活
女優として活躍していた同じくカナダ人のナンシー・ドルマンと1980年に結婚。ドルマンはその後の1985年に芸能界を引退して主婦業に専念。現在は二男一女の父でもある。その後アメリカ合衆国の市民権も取得したが、故郷であるカナダにも家がある。
2010年8月に長年連れ添った妻のドルマンがパシフィック・パリセーズの自宅で急死。58歳だった。

## 出演作品

### 映画
| 公開年 | 邦題 原題                                                                            | 役名                               | 備考                        | 吹き替え                                                                                           |
| ------ | ------------------------------------------------------------------------------------ | ---------------------------------- | --------------------------- | -------------------------------------------------------------------------------------------------- |
| 1979   | ロスト・アンド・ファウンド Lost and Found                                            | Engel                              |                             | |
| 1986   | サボテン・ブラザース ¡Three Amigos!                                                  | ネッド・ネーダランダー             |                             | 高木渉（ソフト版） 堀内賢雄（テレビ東京版）                                                        |
| 1987   | インナースペース Innerspace                                                          | ジャック                           |                             | 野田秀樹（ソフト版） 堀内賢雄（TBS版） TBA（マーケット・リサーチ版）                               |
| 1987   | ハート泥棒 Cross My Heart                                                            | デヴィッド・モーガン               |                             | |
| 1989   | 3人の逃亡者 Three Fugitives                                                          | ネッド・ペリー                     |                             | 江原正士（フジテレビ版）                                                                           |
| 1989   | ケビン・ベーコンのハリウッドに挑戦!! The Big Picture                                 | ニール・サスマン                   |                             | |
| 1991   | ピュア・ラック Pure Luck                                                             | ユジーン・プロクター               |                             | TBA（VHS版）                                                                                       |
| 1991   | 花嫁のパパ Father of the Bride                                                       | フランク・エッグルホッファー       |                             | 江原正士                                                                                           |
| 1992   | キャプテン・ロン Captain Ron                                                         | マーティン・ハーヴェイ             |                             | 山寺宏一                                                                                           |
| 1993   | 恐竜大行進 We're Back! A Dinosaur's Story                                            | スタッブス                         | アニメ映画、声の出演        | 安原義人                                                                                           |
| 1994   | 恐竜小僧/ジュラシック・ボーイ Clifford                                               | クリフォード・ダニエルズ           |                             | 高木渉                                                                                             |
| 1995   | ペンギン物語〜きらきら石のゆくえ〜 The Pebble and the Penguin                        | ヒュービー                         | アニメ映画、声の出演        | 石原慎一                                                                                           |
| 1995   | 花嫁のパパ2 Father of the Bride Part II                                              | フランク・エッグルホッファー       |                             | 江原正士                                                                                           |
| 1996   | マーズ・アタック! Mars Attacks!                                                      | ジェリー・ロス                     |                             | 宮本充（ソフト版） 堀内賢雄（テレビ東京版）                                                        |
| 1997   | ジャングル 2 ジャングル Jungle 2 Jungle                                              | リチャード・ケンプスター           |                             | 江原正士                                                                                           |
| 1997   | シンプル・ウィッシュ A Simple Wish                                                   | マーレイ                           |                             | 宮本充                                                                                             |
| 1998   | エクスカリバー 聖剣伝説 Merlin                                                       | Frik                               |                             | 檀臣幸                                                                                             |
| 1998   | プリンス・オブ・エジプト The Prince of Egypt                                         | 宮廷司祭長ホイ                     | アニメ映画、声の出演        | 梅津秀行                                                                                           |
| 1999   | アリス・イン・ワンダーランド/不思議の国のアリス Alice in Wonderland                  | 帽子屋                             | テレビ映画                  | 小形満                                                                                             |
| 1999   | マムフォード先生 Mumford                                                             | ライオネル・ディラード             |                             | |
| 2001   | 恋人にしてはいけない男の愛し方 Get Over It                                           | デズモンド・フォレスト・オーツ     |                             | TBA                                                                                                |
| 2001   | フロッグ・プリンス Prince Charming                                                   | ロドニー                           |                             | 鈴木勝美                                                                                           |
| 2001   | 天才少年ジミー・ニュートロン Jimmy Neutron: Boy Genius                               | オーブラー                         | アニメ映画、声の出演        | TBA                                                                                                |
| 2002   | トレジャー・プラネット Treasure Planet                                               | ベン                               | アニメ映画、声の出演        | 山寺宏一（劇場公開版） 江原正士（追加収録部分）                                                    |
| 2002   | 101匹わんちゃんII パッチのはじめての冒険 101 Dalmatians II: Patch's London Adventure | ラース                             | アニメ映画、声の出演        | 笠井信輔                                                                                           |
| 2004   | 突撃芸能レポーター/ ジミニー・グリック! Jiminy Glick in Lalawood                     | ジミニー・グリック                 |                             | |
| 2006   | サンタクローズ3/クリスマス大決戦! The Santa Clause 3: The Escape Clause              | ジャック・フロスト                 |                             | 小森創介                                                                                           |
| 2008   | スパイダーウィックの謎 The Spiderwick Chronicles                                     | シンブルタック                     | 声の出演                    | チョー                                                                                             |
| 2011   | ハッとしてキャット The Cat in the Hat Knows a Lot About That!                        | キャット・イン・ザ・ハット         | 声の出演、ビデオ映画        | |
| 2012   | マダガスカル3 Madagascar 3: Europe's Most Wanted                                     | ステファノ                         | アニメ映画、声の出演        | 堀内賢雄                                                                                           |
| 2012   | フランケンウィニー Frankenweenie                                                     | ブルゲマイスター町長 / ボブ        | アニメ映画、声の出演        | 平川大輔（エドワード・フランケンシュタイン） 赤星昇一郎（ブルゲマイスター町長） 小倉史也（ナソル） |
| 2013   | 風立ちぬ The Wind Rises                                                              | 黒川                               | 声の出演 （英語吹き替え版） | 西村雅彦（原語版の声優）                                                                           |
| 2014   | インヒアレント・ヴァイス Inherent Vice                                               | ドクター・ルーディ・ブラットノイド |                             | 牛山茂                                                                                             |
| 2016   | ヘアスプレー・ライブ! Hairspray Live!                                                | ウィルバー・ターンブラッド         | テレビ映画                  | |
| 2020   | ウィロビー家の子どもたち The Willoughbys                                             | ミスター・ウィロビー               | アニメ映画、声の出演        | 多田野曜平                                                                                         |
| 2023   | アクアマン/失われた王国 Aquaman and the Lost Kingdom                                 | キング・フィッシュ                 | 声の出演                    | 茶風林                                                                                             |

### テレビシリーズ
| 放映年    | 邦題 原題                                                                       | 役名                                               | 備考                      | 吹き替え   |
| --------- | ------------------------------------------------------------------------------- | -------------------------------------------------- | ------------------------- | ---------- |
| 1980      | ラブ・ボート The Love Boat                                                      | メルヴィン                                         | 1エピソード               |            |
| 1981      | TAXI Taxi                                                                       | ミッチ・ハリス                                     | 1エピソード               |            |
| 1992      | シェリー・デュヴァルのベッドタイム・ストーリー Shelley Duvall's Bedtime Stories | ナレーション                                       | 1エピソード、声の出演のみ |            |
| 1996      | マペット放送局 Muppets Tonight!                                                 | 本人役                                             | 1エピソード               | 三ツ矢雄二 |
| 2001-2003 | Primetime Glick                                                                 | ジミニー・グリック                                 | 30エピソード              |            |
| 2002      | ラリーのミッドライフ★クライシス Curb Your Enthusiasm                            | 本人                                               | 1エピソード               |            |
| 2005      | アレステッド・ディベロプメント Arrested Development                             | ジャックおじさん                                   | 1エピソード               |            |
| 2005      | LAW & ORDER:性犯罪特捜班 Law & Order: Special Victims Unit                      | ヘンリー・パラヴァー／セバスティアン・バレンティン | 1エピソード               |            |
| 2010      | ダメージ Damages                                                                | レナード・ウィンストン                             | 13エピソード              | 牛山茂     |
| 2011      | Weeds ママの秘密 Weeds                                                          | スチュワード・ハヴェンズ                           | 3エピソード               |            |
| 2011-2012 | ママと恋に落ちるまで How I Met Your Mother                                      | ギャリソン・コーツ                                 | 3エピソード               | TBA        |
| 2015      | アンブレイカブル・キミー・シュミット Unbreakable Kimmy Schmidt                  | Dr. Franff                                         | 1エピソード               | TBA        |
| 2015      | モダン・ファミリー Modern Family                                                | マーヴ・シェクター                                 | 1エピソード               | TBA        |
| 2022      | マーダーズ・イン・ビルディング Only Murders in the Building                     | オリバー                                           | [ 12 ]                    | 山寺宏一   |

### テレビアニメ
| 放映年    | 邦題 原題                                                                     | 役名                       | 備考                                                          | 吹き替え |
| --------- | ----------------------------------------------------------------------------- | -------------------------- | ------------------------------------------------------------- | -------- |
| 2010-2018 | ハッとしてキャット：テレビシリーズ The Cat in the Hat Knows a Lot About That! | キャット・イン・ザ・ハット | 65エピソード                                                  |          |
| 2017      | ボージャック・ホースマン BoJack Horseman                                      | ポピー・スティルトン       | 1エピソード                                                   |          |
| 2017      | ザ・シンプソンズ The Simpsons                                                 | Guthrie Frenel             | 声のゲスト出演 シーズン29、エピソード『Springfield Splendor』 |          |
| 2018      | マジック・スクール・バス: リターンズ The Magic School Bus Rides Again         | トニー                     | 1エピソード                                                   |          |

### テレビ番組
- セカンド・シティTV Second City TV (1981)
- SCTVチャンネル SCTV Channel (1983-1984)
- サタデー・ナイト・ライブ Saturday Night Live (1984-2006)
- トレイシー・ウルマン・ショー The Tracey Ullman Show (1989, 1990)
- マーティン・ショート・ショー The Martin Short Show (1994)
- スティーブ&マーティンの一生忘れちゃう夜 Steve Martin & Martin Short: An Evening You Will Forget For the Rest of Your Life (2018)

## 参照
1. ↑  “Profile at FilmReference.com”. filmreference (2008年). 2008年6月9日閲覧。
2. ↑  Olivia Stren (2006年6月). “Laugh Track”. torontolife 2008年6月9日閲覧。
3. ↑  Carmela Fragomeni (2006年2月24日). “Westdale grads found stardom”. The Hamilton Spectator.  オリジナルの2008年6月5日時点におけるアーカイブ。 2008年6月9日閲覧。
4. ↑  "Internet Broadway Database listing, 'The Goodbye Girl'" Internet Broadway Database, retrieved May 21, 2010
5. ↑  Rich, Frank."Review/Theater; How Far Two Good Sports Will Go", The New York Times, March 5, 1993
6. ↑  Haun, Harry."Little Me Gives Martin Short His 3rd Neil Simon Role" Archived 2012年10月21日, at the Wayback Machine. playbill.com, September 14, 1998
7. ↑  McGrath, Sean."1999 Tony Winner: Martin Short (Leading Actor, Musical, Little Me)" Archived 2014年9月8日, at Archive.is playbill.com, June 6, 1999
8. ↑  "Internet Broadway database listing, 'Little Me'" Internet Broadway Database, retrieved May 21, 2010
9. ↑  “Martin Short's wife dies suddenly”. (2010年8月23日)
10. ↑  “「ダメージ」のマーティン・ショートの妻が急死”. シネマトゥデイ. (2010年8月24日) 2013年2月22日閲覧。
11. ↑  Natalie Finn (2010年8月23日). “Martin Short Loses Wife to Cancer”. E! Online 2010年8月23日閲覧。
12. ↑  “山寺宏一、吹替版の発案・キャスティング協力｜セレーナ・ゴメス主演作『マーダーズ・イン・ビルディング』に超豪華声優陣が集結”.   Qetic. 2022年8月22日閲覧。